# فرنچتاون (نیوجرسی)
فرنچتاون (به انگلیسی: Frenchtown) شهری در ایالت نیوجرسی کشور ایالات متحده آمریکا است که جمعیت آن در سرشماری سال ۲۰۱۰ میلادی، ۱٬۳۷۳ نفر بوده‌است.